# 蕪木古墳群
蕪木古墳群（かぶらきこふんぐん）は、千葉県山武市松尾町蕪木にある古墳群である。

## 概要
蕪木古墳群は、南房総から続く房総台地の東端にあたる山武市松尾町蕪木の標高40メートルの台地上に築かれた古墳群であり、前方後円墳4基と円墳15基で構成されている。このうちの2個の前方後円墳、1号墳と5号墳の発掘調査が、1952年（昭和27年）と1953年（昭和28年）に日本大学によって行われた。なお、5号墳については日本大学の調査後にも、1989年（平成元年）に山武考古学研究所によって墳丘測量と横穴式石室の再調査が行われた。また、17号墳と18号墳は1984年（昭和59年）土砂採取事業に伴い、調査が行われ後消滅した。
1号墳は、朝日ノ岡古墳と呼ばれ、蕪木八幡神社の境内にあり社殿によって南側のくびれ部の一部が削平されている。本古墳は前方部を西に向けた、全長76メートル、後円部径48メートル、前方部幅40メートルの前方後円墳であり、周溝は盾形で二重に巡っているが、東側の周溝は千葉県道62号成田松尾線の工事によって破壊されたという。出土遺物については、須恵器、土師器、管玉のみが記録されている。埴輪列は墳丘の中段と裾部の上下2列に配され、墳丘中段には、円筒埴輪、人物埴輪、馬形埴輪が、周溝に沿った基壇裾部には、円筒埴輪と、人物、水鳥、鶏の形象埴輪が交互に並べられていた。
5号墳は、1号墳の東南約150メートルに位置する前方部を南西に向けた、全長47メートル、後円部径20メートル、前方部幅20メートルを測る前方後円墳であり、高さは前方部後円部とも4メートルである。墳丘南側のくびれ部に開口する前室と玄室をもった複室構造の切石積み横穴式石室があり、石室天井が崩落しており盗掘された痕跡が見られるものの、比較的多くの副葬品が残されていた。小規模な前方後円墳ながら副葬品には傑出したものがみられ、長頸壺を含む須恵器3個、鉄製直刀12振、銅製馬具1組分（轡・雲珠・辻金具）の他、鉄鋲約50個、金銅製素環耳飾4個、ガラス小玉46個など多くの飾りとともに、他に例を見ない金銅製鞘入刀子（刀子と金銅製刀子鞘）・金銅製巾着形容器1個が出土した。
築造時期については、1号墳は6世紀後半、5号墳は埴輪は出土せずこのことから6世紀末と、また17号墳と18号墳も6世紀末と推測されている。

## 位置
本古墳群は、九十九里平野中央を流れる木戸川の東岸に位置し、JR東日本総武本線松尾駅の北方約1.5キロメートルの場所にある。南側は版籍奉還後に太田資美が築城した松尾城に隣接し、また大堤古墳群がある。北方の木戸川上流西岸には大塚古墳群が、さらに上流の東岸には芝山古墳群がある。

## 交通アクセス
- JR東日本総武本線松尾駅より徒歩20分。
- 成田空港第2旅客ターミナル から 空港シャトルバス  「松尾台工業団地入口」下車。